# Hyalinobatrachium anachoretus
Espèce
Hyalinobatrachium anachoretus est une espèce d'amphibiens de la famille des Centrolenidae.

## Répartition
Cette espèce est endémique de la région de San Martín au Pérou. Elle se rencontre dans la province de Rioja à environ 2 001 m d'altitude.

## Publication originale
- Twomey, Delia & Castroviejo-Fisher, 2014 : A review of northern Peruvian glassfrogs (Centrolenidae), with the description of four new remarkable species. Zootaxa, no 3851, p. 1-87.